# Stanisław Suchodolski (polityk)
Stanisław Suchodolski (ur. 5 maja 1939 w Kolonii Czetyń w gminie Kołki, zm. 8 stycznia 2023) – polski ekonomista i polityk, poseł na Sejm X kadencji.

## Życiorys
W 1966 ukończył Wyższą Szkołę Ekonomiczną w Katowicach, uzyskując tytuł zawodowy magistra ekonomii. W tym samym roku wstąpił do Stronnictwa Demokratycznego. Od 1958 zatrudniony w zakładach mięsnych w Opolu, następnie w Opolskich Zakładach Ceramiki Budowlanej i Wojewódzkim Zarządzie Melioracji i Urządzeń Wodnych w Opolu. W latach 1971–1976 pracował w Wojewódzkim Biurze Projektów Budownictwa Komunalnego. Od 1976 stał na czele zarządu Izby Rzemieślniczej w Opolu. W latach 1982–1985 sprawował funkcję wicewojewody opolskiego. Pełnił obowiązki przewodniczącego wojewódzkiego komitetu SD (1985–1989).
W 1989 uzyskał mandat posła na Sejm kontraktowy w okręgu opolskim. Zasiadał w Komisji Przekształceń Własnościowych, Komisji Łączności z Polakami za Granicą i trzech komisjach nadzwyczajnych. Przewodniczył Komisji Samorządu Terytorialnego oraz Komisji Samorządu Terytorialnego, Gospodarki Przestrzennej i Komunalnej. W wyborach w 1991 bez powodzenia ubiegał się o reelekcję – w okręgu opolskim oraz z 7. miejsca listy krajowej SD.
Odznaczony Krzyżem Kawalerskim Orderu Odrodzenia Polski i Srebrnym Krzyżem Zasługi, Medalem 40-lecia Polski Ludowej oraz Brązowym Medalem „Za zasługi dla obronności kraju”.
Został pochowany na cmentarzu komunalnym w Opolu.